# Fonfría, Zamora
Fonfría là một đô thị trong tỉnh Zamora, Castile và León, Tây Ban Nha. Dân số 1.070 và diện tích là 132,37 km².